# Olukbaşı, Acıpayam
Olukbaşı là một xã thuộc huyện Acıpayam, tỉnh Denizli, Thổ Nhĩ Kỳ. Dân số thời điểm năm 2010 là 632 người.